# Copa Santa
Copa Santa és el nom amb què és coneguda a Occitània la copa d'argent cisellada que, el 1867, fou adquirida per subscripció popular a Sabadell i a Barcelona i oferta per alguns escriptors i polítics catalans als felibres provençals en regraciament de l'acollença dispensada a Víctor Balaguer, llavors exiliat per la seva oposició al govern d'Isabel II (amistat occitanocatalana).
Per a commemorar l'amistat i àdhuc –aleshores– la federació d'ambdós pobles que el gest volia significar, Frederic Mistral compongué un himne, el Cant de la Copa, amb text calcat damunt una oda de Ronsard i música d'una nadala provençal, que ha esdevingut l'himne provençal, cantat a la majoria de cerimònies regionalistes o folklòriques i, en especial, a la Santa Estela, banquet anual dels felibres.
A la copa hi han inscrits dos versos, un en català i altre en occità, escrits per Víctor Balaguer i Frederic Mistral respectivament, i que diuen així:
Víctor Balaguer: 
| « | "Morta diuhen qu’es, Mes jo la crech viva." | » |

Frederic Mistral: 
| « | Ah ! se me sabien entèndre ! Ah ! se me voulien segui ! | » |

## Lletra

### En grafia clàssica
Provençaus, v'aicí la copa

Que nos vèn dei catalans :

A-de-rèng beguem en tropa

Lo vin pur de nòstre plant!
repic

Copa santa,

E versanta,

Vuèja a plen bòrd,

Vuèja abòrd

Leis estrambòrds

E l'enavant dei fòrts !

D'un vièlh pòble fièr e libre

Siam bensai la finicion ;

E se tomban lei Felibres,

Tombarà nòstra nacion.
D'una raça que regrelha

Siam bensai lei primièrs greus ;

Siam bensai de la patria

Lei cepons e mai lei prieus.
Vuèja-nos leis esperanças

E lei raives dau jovènt,

Dau passat la remembrança

E la fe dins l'an que vèn.
Vuèja-nos la coneissènça

Dau verai e mai dau bèu,

E leis autrei joïssènças

Que se trufan dau tombèu.
Vuèja-nos la poesia

Per cantar tot çò que viu,

Car es ela l'ambrosia

Que tresmuda l'òme en dieu.
Per la glòria dau terraire

Vautres enfin que siatz consènts,

Catalans de luenh, ò fraires,

Comuniem toteis ensems !

### En grafia mistralenca
Prouvençau, veici la Coupo

Que nous vèn di Catalan :

A-de-rèng beguen en troupo

Lou vin pur de noste plan
repic
Coupo Santo

E versanto

Vuejo à plen bord,

Vuejo abord

Lis estrambord

E l'enavans di fort !
D'un vièi pople fièr e libre

Sian bessai la finicioun ;

E, se toumbon li felibre,

Toumbara nosto nacioun
Coupo Santo...
D'uno raço que regreio

Sian bessai li proumié gréu ;

Sian bessai de la patrío

Li cepoun emai li priéu.
Coupo Santo...
Vuejo-nous li esperanço

E li raive dou jouvènt,

Dóu passat la remembranço,

E la fe dins l'an que vèn,
Coupo Santo...
Vuejo-nous la couneissènço

Dóu verai emai dóu Bèu,

E lis àuti jouïssènço

Que se trufon dóu toumbèu
Coupo Santo...
Vuejo-nous la Pouësìo

Per canta tout ço que viéu,

Car es elo l'ambrousìo,

Que tremudo l'ome en diéu
Coupo Santo...
Pèr la glori dóu terraire

Vautre enfin que sias counsènt.

Catalan, de liuen, o fraire,

Coumunien toutis ensèn !
Coupo Santo...